# 空氣栓塞
空氣栓塞（air embolism）是指氣體形成氣泡進入循环系统中，空氣栓塞屬於栓子（血液中游離的固體，液體或氣體團塊），潛水意外可能造成空氣栓塞，也有一些因為醫源性的處置造成。

## 症狀和體徵
動脈空氣栓塞可能會出現症狀，但也可能因其他環境因素所忽略，例如低溫症，或是因為其他明顯原因造成的疼痛。若懷疑是肺過度擴張損傷，建議進行神經檢查。潛水後的減壓症症狀很類似動脈空氣栓塞，而且常常造成混淆，不過兩者的處理方式大致類似。
症狀包括：
- 意識喪失（昏迷）
- 呼吸停止
- 眩暈
- 驚厥
- 震顫
- 身體無法協調
- 身體部份機能無法控制
- 身體麻木或麻痺
- 非常疲勞
- 四肢虛弱
- 身體部份區域感覺異常
- 視覺異常或聽力異常
- 性格改變
- 認知障礙
- 噁心或嘔吐
- 血痰

若針對受傷的潛水員，很難區分動脈空氣栓塞及減壓症，而二者也可能同時出現。許多例子中，個人潜水历史有助於排除減壓症，若有其他肺過度擴張損傷的症狀，就更可能是發生空氣栓塞。

## 成因
在手術或是醫療處理（例如輸液）中，可能會有少量的空氣進入血液循環中（例如氣泡進入輸液管中），不過大部份這類的空氣栓塞都是在靜脈，而且會在肺部停下來不會繼續流動，因此會造成症狀的靜脈空氣栓塞相當少見。
靜脈空氣栓塞中，若有大的氣泡堵在心臟，使血液無法由右心室流到肺部，可能會造成死亡。不過在動物實驗中發現，會造成死亡的靜脈空氣栓塞氣體量會隨許多因素而不同。若是針對人類的情形，若靜脈中注射超過100mL的空氣。且注射速率超過100 mL/s，可能會致命。若是深度潛水的快速降壓，或是减压事故，會出現大量的，會造成症狀的靜脈空氣栓塞，也會影響血液在肺部的流動，造成呼吸窘迫及缺氧。
若空氣栓塞出現在動脈，稱為動脈空氣栓塞（arterial gas embolism，AGE）。動脈空氣栓塞比靜脈空氣栓塞要嚴重的多，因為會直接影響身體某個部位的供血。動脈空氣栓塞的症狀和其影響供血的部位有關，若影響到大腦或是心臟，也可能造成中風或是心肌梗死。隨著部位不同，會產生動脈空氣栓塞症狀的氣體量也會不同，在腦血管2 mL的空氣就可以致命，而在冠狀動脈中，0.5 mL的空氣就會造成心搏停止。

## 病理學
若血管中有開口，且存在允許氣體進入的壓力梯度，就可能會有空氣栓塞。因為大部份動脈及靜脈的血管壓力大於大氣壓力，血管有傷口時不一定都會有空氣栓塞。若空氣進入靜脈，會到心臟的右側，然後進入肺部。若血管中的壓力夠大，而且患者有心臟卵圓孔未閉的問題，氣泡可能會跑到心臟的左側，甚至進入腦部或是冠狀動脈，這是最危險的空氣栓塞情形。
在潛水時閉氣上昇可能會因為壓力差，強迫肺中的空氣進入肺動脈或是靜脈中。
空氣進入血管可能是無意中造成的，也可能是有意的。像不正確的使用注射器，或是沒有仔細的將血液透析迴路的空氣先排出。
有出現過空氣由子宮或是女性生殖器傷口進入血管中，造成空氣栓塞的案例，但此情形相當少見，若是懷孕的女性，其空氣栓塞的風險更大。也有案例是為了要墮胎，自行注射空氣，因此出現空氣栓塞除了孕婦外，未懷孕的婦女也可能有空氣栓塞的情形，至少有一個案例是女性在自慰時將物體放進陰道中，因此造成空氣栓塞。有案例是在性行為中對孕婦陰部吹氣，後來出現空氣栓塞，後來死亡。

## 治療
心臟中較大的氣泡（可能是因為傷口，使得空氣可以進入較大的血管中）會持續性的出現機械式心雜音。此時需將病人維持頭下腳上姿勢，並且維持左側臥位。頭下腳上姿勢可以讓左心室氣泡離開冠狀動脈竇口（主動脈瓣附近），避免氣泡進入冠狀動脈（會導致中風）。左側臥位也避免氣泡透過未閉的卵圓孔（約30%成人有此問題）進入左心室，造成遠端動脈的空氣栓塞症狀。
動脈空氣栓塞及靜脈空氣栓塞建議用高壓氧進行治療。這是為了避免局部缺血，也加速氣泡的縮小。
若患者出現動脈空氣栓塞的臨床症狀，建議進行100%的純氧治療，可以使移除氣泡中的氮氣，也增加組織的含氧量。特別建議用在心肺或神經系統受損的情況下，早期處理的效果最好，若受傷後三十小時以內接受治療，都還是有效果。

### 併發症
若是因為遲發性腦水腫，進行高壓氧治療，之後往往是空氣栓塞的高發期。

## 植物界
空氣栓塞也會出現在維管束植物的木质部，原因是因為空穴現象造成的導水率。導水率下降的原因可能包括水的應力以及凍融循環等因素。
植物中也有許多機制以避免空氣栓塞，包括在植物不同部位的維管細胞長度及直徑的變化，以及透過關閉葉片上的气孔來減少蒸发作用。

## 外部連結
- Arterial Gas Embolism （页面存档备份，存于）